# Marcos Alonso Peña
Marcos Alonso Peña (Santander, 1 de outubro de 1959 – 9 de fevereiro de 2023) foi um futebolista e treinador espanhol, que atuou como defensor. É filho do defensor Marquitos, jogador que fez história no Real Madrid e pai do também defensor do Barcelona Marcos Alonso.

## Carreira
Peña jogou no Barcelona de 1982 a 1987, com o qual conquistou a Copa del Rey em 1983, marcando o gol da vitória contra o Real Madrid na final realizada em Saragoça, e a La Liga em 1985. Fez parte do elenco da Seleção Espanhola de Futebol da Eurocopa de 1984 e as Olimpíadas de 1980.

## Morte
Peña morreu em 9 de fevereiro de 2023, aos 63 anos, devido a um câncer.

## Títulos

### Clubes
Barcelona
- La Liga: 1984–85
- Copa del Rey: 1982–83
- Supercopa de España: 1983
- Copa de la Liga: 1983, 1986

Racing Santander
- Segunda División B: 1990–91

## Campanhas de destaque
Espanha
- Eurocopa de 1984: vice